# Pułapka na myszy (dramat)
Pułapka na myszy (ang. The Mousetrap) – sztuka autorstwa Agathy Christie z 1952 roku. Jest najdłużej wystawianą bez przerwy sztuką w dziejach teatru. Londyńska premiera w Ambassadors Theatre na londyńskim West Endzie miała miejsce 25 listopada 1952 roku, a przedstawienie grane jest do dziś (od 1974 r.) w sąsiednim St Martin's Theatre. W Polsce była wystawiana m.in. w Teatrze Nowym w Zabrzu.